# Поздимир
Позди́мир — село в Україні, у Шептицькому районі Львівської області. Населення станом на 01.01.2016 р. становить 907 осіб. Через село проходить автодорога Т 1410 Броди — Радехів — Шептицький.

## Історія

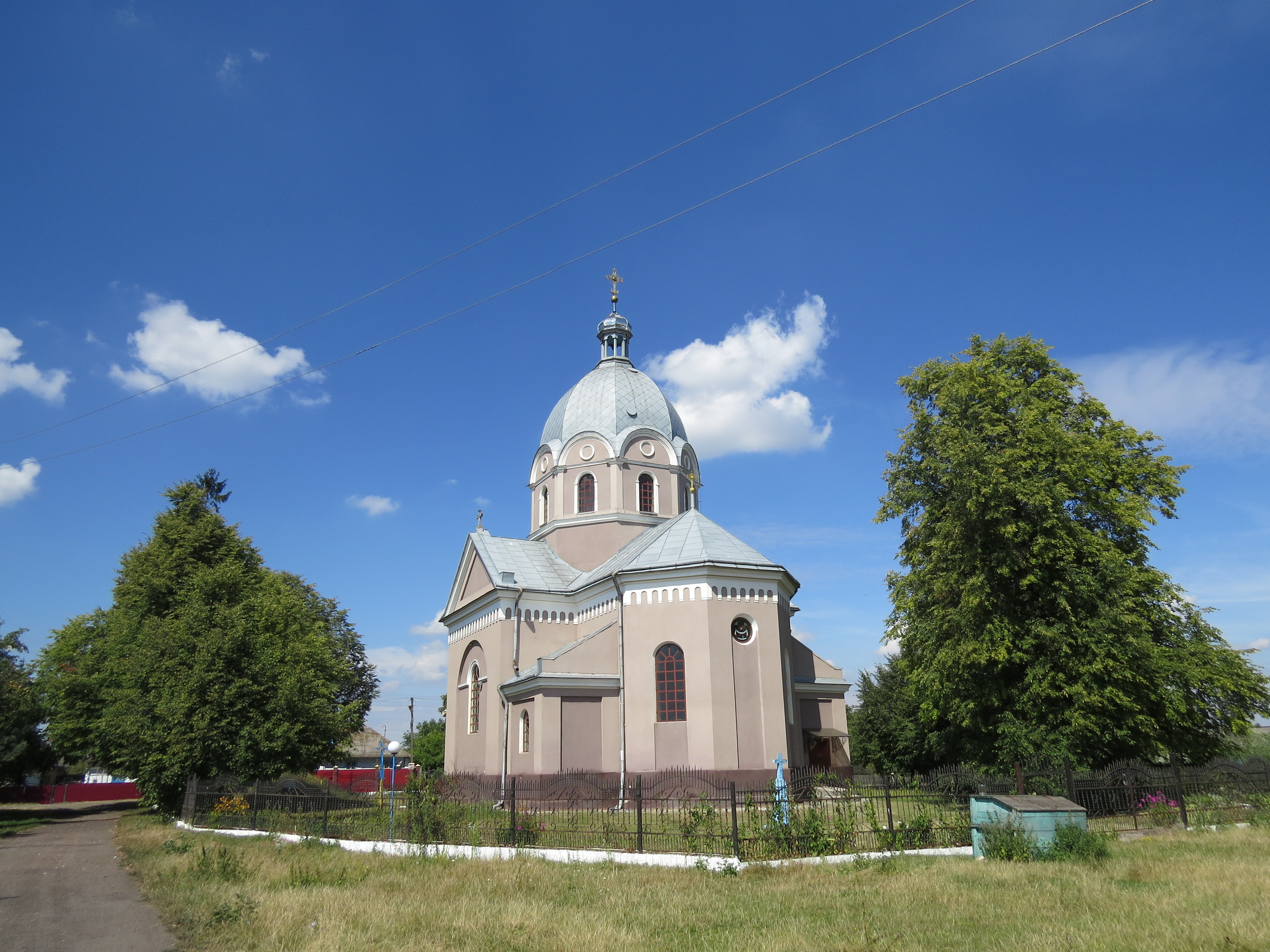
Храм Покрови Пресвятої Богородиці. с. Поздимир

Перша згадка про село Поздимир датується 1423 роком і належало воно до Сокальського (Всеволозького) повіту. Назва села Поздимир пов'язана з княжною колонізацією, господаркою, оборонністю.
Історик Теофіль Коструба вважає село одним із боярських поселень. Село детально описане в королівській люстрації 1565 р. На Поздимир та його околиці часто нападали чужинці. У 1578 році татари спалили і спустошили село, а восени 1621 року кримська орда хана Дженібега Гірея знову зруйнувала його. Часті набіги ординців, війни, постої військ під час польсько-московської війни (1632—1634 рр), епідемії, неврожаї, голод приводили до зубожіння населення. Село було знищене майже повністю, тому люди вирішили будувати нове — по другий бік річки Ставчанки, де зараз воно й знаходиться.
Тяжке життя становище селян було в цей час. Воно несло великий тягар панщини та поміщицької сваволі.
Після першого поділу Польщі у 1772 році Галичина відійшла до Габсбурзької монархії (з 1804 року — Австрійської імперії). У 1848 році було скасовано панщину, на честь цього в селі було встановлено хрест, який було відновлено 1991 року.
Перебуваючи у складі Австрійської імперії (з 1867 року — Австро-Угорщини) австрійський уряд більше підтримував поляків. На підставі ради шкільної крайової під назвою «Забезпечення ради шкільної крайової і справі у справі організації народних шкіл» на Львівщині було засновано народні школи у 1875 році. Така школа була організована і у с. Поздимир Сокальського повіту. Документи свідчать, що однокласна школа була заснована 15 червня 1875 року. Першим вчителем був призначений поляк Григорій Оскапник. У 1914 році за рішенням шкільної окружної ради в Сокалі Поздимирську однокласну школу перетворено на двокласну.
Навчання у школі велося польською мовою. Вчителями були поляки, на цвинтарі донині збереглася могила вчительки-польки, яка померла зі своєю родиною у 1914 році від інфекційної хвороби.
У 1907 році в селі була створена філія українського товариства «Просвіта». Читальня «Просвіти» стала центром культурно-просвітницької та організаторської роботи серед селянства. Активісти «Просвіти» розгортали роботу аматорських гуртків, хорів, проводилися спортивні змагання.
На 01.01.1939 у селі проживало 960 мешканців (910 українців-грекокатоликів і 50 [[Латинники|українців-римокатоликів])
У 1939 році з приходом радянської влади була створена прогресивна семирічна школа. У 1967 році в селі було відкрито нову школу. До п'ятої річниці Незалежності України було відкрито пам'ятник Б. Хмельницькому. У 2007 році, у центрі села, було встановлено пам'ятник Борцям за волю України.

## Визначні споруди

### Храм Покрови Пресвятої Богородиці
Перші відомості про церкву в Поздимирі датуються 1564–1565 роками. Попередній дерев’яний храм було зведено у 1752 році, про що свідчив напис на бантині. Він мав тризрубну структуру та одну баню. У 1907 році на його місці архітектор Ян Смєнка збудував нинішню муровану церкву, виконану в хрещатому плані з однією банею. Церква увінчана шоломоподібною банею з ліхтарем і маківкою, розташованими на світловому восьмигранному барабані в центрі. У 1909 році інтер’єр церкви розписав маляр Йосиф Дубогорський. У період з 1962 по 1989 роки храм був зачинений.

## Відомі люди
- Баран Василь Васильович — організаційно-мобілізаційний референт Сокальщини, організатор сотень УПА «ім. Галайди» і «Тигри», працівник Служби Безпеки ОУН Сокальської округи, співробітник штабу Воєнної Округи УПА «Буг».
- За словами Посла Канади в Україні Романа Ващука, зі села походив дід генерала Пола Винника, Командувача Армії Канади[5].[6]
- Хімко Анастасія Василівна [Архівовано 5 січня 2020 у Wayback Machine.] - українська поетеса, творча особистість села. З 1988 року є членом Червоноградського об'єднання імені Василя Бобинського, також є членом Радехівського літературного товариства імені Осипа Турянського. Автор поетичних збірок: "Село моє рідне - Поздимире мій", "Зозулині черевички", "Моя Шевченкіана"О, рідна мово, що без тебе я?"" тощо.